# Apristurus bucephalus
Apristurus bucephalus är en hajart som beskrevs av White, Last och Pogonoski 2008. Apristurus bucephalus ingår i släktet Apristurus och familjen rödhajar. IUCN kategoriserar arten globalt som otillräckligt studerad. Inga underarter finns listade i Catalogue of Life.

## Bildgalleri

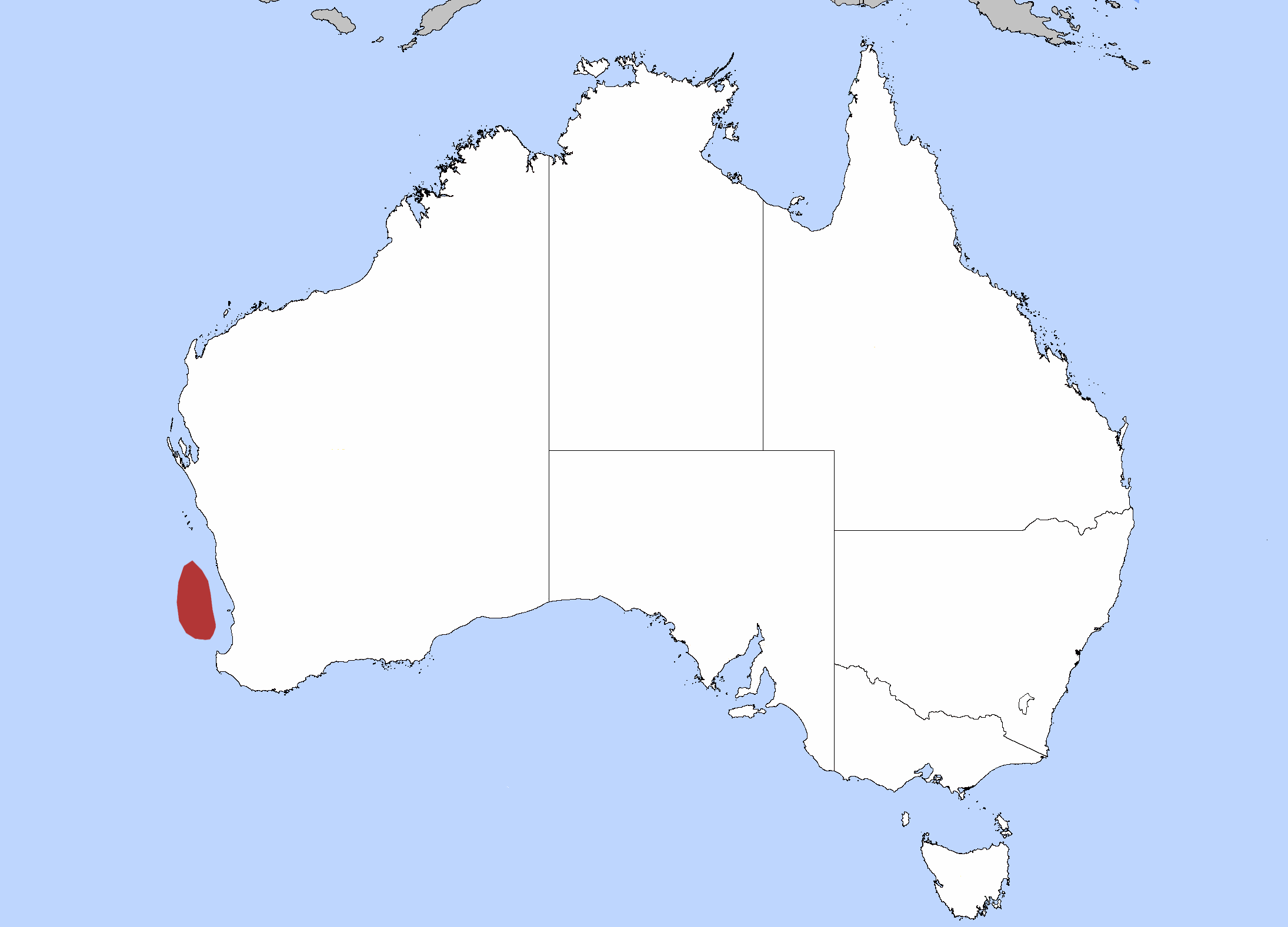